# James City (Karolina Północna)
James City – jednostka osadnicza w Stanach Zjednoczonych, w stanie Karolina Północna, w hrabstwie Craven.